# 馬多納

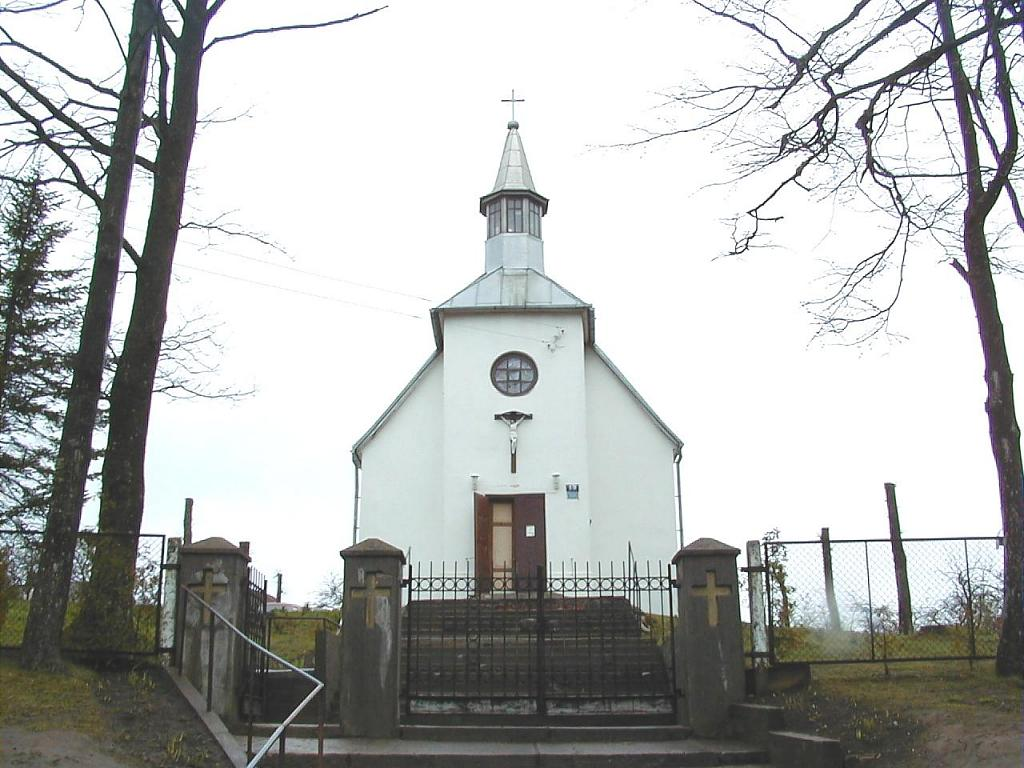
镇上的天主教堂

馬多納是拉脫維亞馬多納市鎮内的城鎮及其行政中心，位於該國東部，面積10.5平方公里，鎮上的信義宗、東正教和天主教教堂分別在1805、1866年和1934年建成，2012年人口8,653。鎮上的歷史博物館在1944年落成，收藏超過10萬7千件展品。

## 外部連結
- 马多纳市镇官方网站 （页面存档备份，存于） （拉脱维亚文） （俄文） （英文） （德文）